# Arctognathus curvimola
Arctognathus curvimola è un terapside estinto, appartenente ai gorgonopsidi. Visse nel Permiano superiore (circa 256 - 252 milioni di anni fa) e i suoi resti fossili sono stati ritrovati in Sudafrica.

## Descrizione
Questo animale doveva essere assai simile al ben noto Lycaenops, ma si suppone che in generale la sua corporatura fosse più massiccia. Il cranio di Arctognathus era lungo circa 18 centimetri, e l'animale intero doveva superare di poco il metro di lunghezza. Come in tutti i gorgonopsidi, il cranio di Arctognathus era dotato di un muso allungato e robusto, con denti incisiviformi nella premascella, lunghi "canini" superiori e denti postcanini piuttosto piccoli. Arctognathus si differenziava dagli altri gorgonopsidi per la presenza di una caratteristica curvatura del margine alveolare del muso, di un osso lacrimale estremamente ridotto, per la notevole lunghezza della fila dei denti postcanini e per la peculiare morfologia del vomere.

## Classificazione
Arctognathus curvimola venne descritto per la prima volta nel 1911 da Robert Broom, sulla base di resti fossili rinvenuti in Sudafrica in terreni del Permiano superiore. Altre specie attribuite al genere Arctognathus (A. whaitsi, A. cookei e A. nasuta) sono stati rimossi dal genere in seguito a un'accurata revisione dei fossili, la quale ha permesso di assegnare alla specie A. curvimola anche le specie precedentemente note come Arctognathoides breviceps e Lycaenodontoides bathyrhinus (Kammerer, 2014).

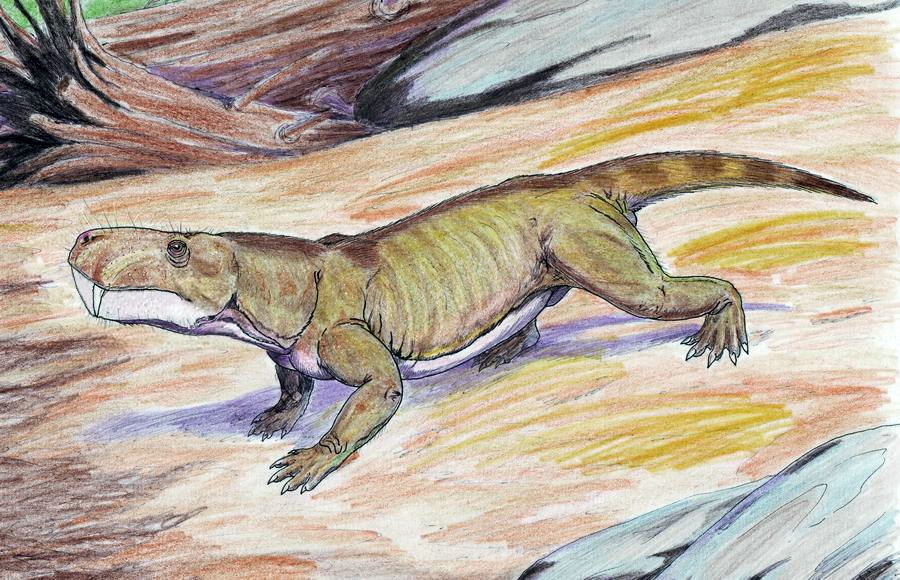
Ricostruzione di Arctognathus curvimola

Arctognathus (il cui nome significa "mascella da orso") è considerato un membro relativamente derivato dei gorgonopsidi, un grande gruppo di terapsidi predatori tipici del Permiano superiore; in particolare, secondo gli studi di Gebauer (2007) Arctognathus sarebbe in una posizione più derivata rispetto a Lycaenops e vicino all'origine della sottofamiglia Rubidgeinae, comprendente i gorgonopsidi più derivati.